# Radau (Zembowitz)
Radau, polnisch Radawie [raˈdavjɛ] ist eine Ortschaft in Oberschlesien. Radau liegt in der Gemeinde Zembowitz (Zębowice) im Powiat Oleski (Kreis Rosenberg O.S.) in der polnischen Woiwodschaft Opole.

## Lage
Radau liegt 6 km nordwestlich vom Gemeindesitz Zembowitz, 14 Kilometer südwestlich von der Kreisstadt Olesno (Rosenberg O.S.) und 28 Kilometer nordöstlich von der Woiwodschaftshauptstadt Opole.
Nachbarorte von Radau sind im Norden Radawka, im Südosten Nowa Wieś (Neudorf-Pruskau), im Süden Lenke (Łąka) und im Südwesten Koschütz (Kosice).

## Geschichte
Bei der Volksabstimmung in Oberschlesien am 20. März 1921 stimmten 186 Wahlberechtigte für einen Verbleib bei Deutschland und 170 für Polen. Radau verblieb beim Deutschen Reich. 1933 lebten im Ort 1.251 Einwohner. 1939 hatte der Ort 1.284 Einwohner. Bis 1945 befand sich der Ort im Landkreis Rosenberg O.S.
Als Folge des Zweiten Weltkrieges kam der Ort an Polen, wurde in Radawie umbenannt und der Woiwodschaft Schlesien angeschlossen. 1950 kam der Ort zur Woiwodschaft Opole. 1999 kam der Ort zum Powiat Oleski. Am 23. Oktober 2007 wurde in der Gemeinde Zembowitz, der Radau angehört, Deutsch als zweite Amtssprache eingeführt. Am 19. November 2008 erhielt der Ort zusätzlich den amtlichen deutschen Ortsnamen Radau.

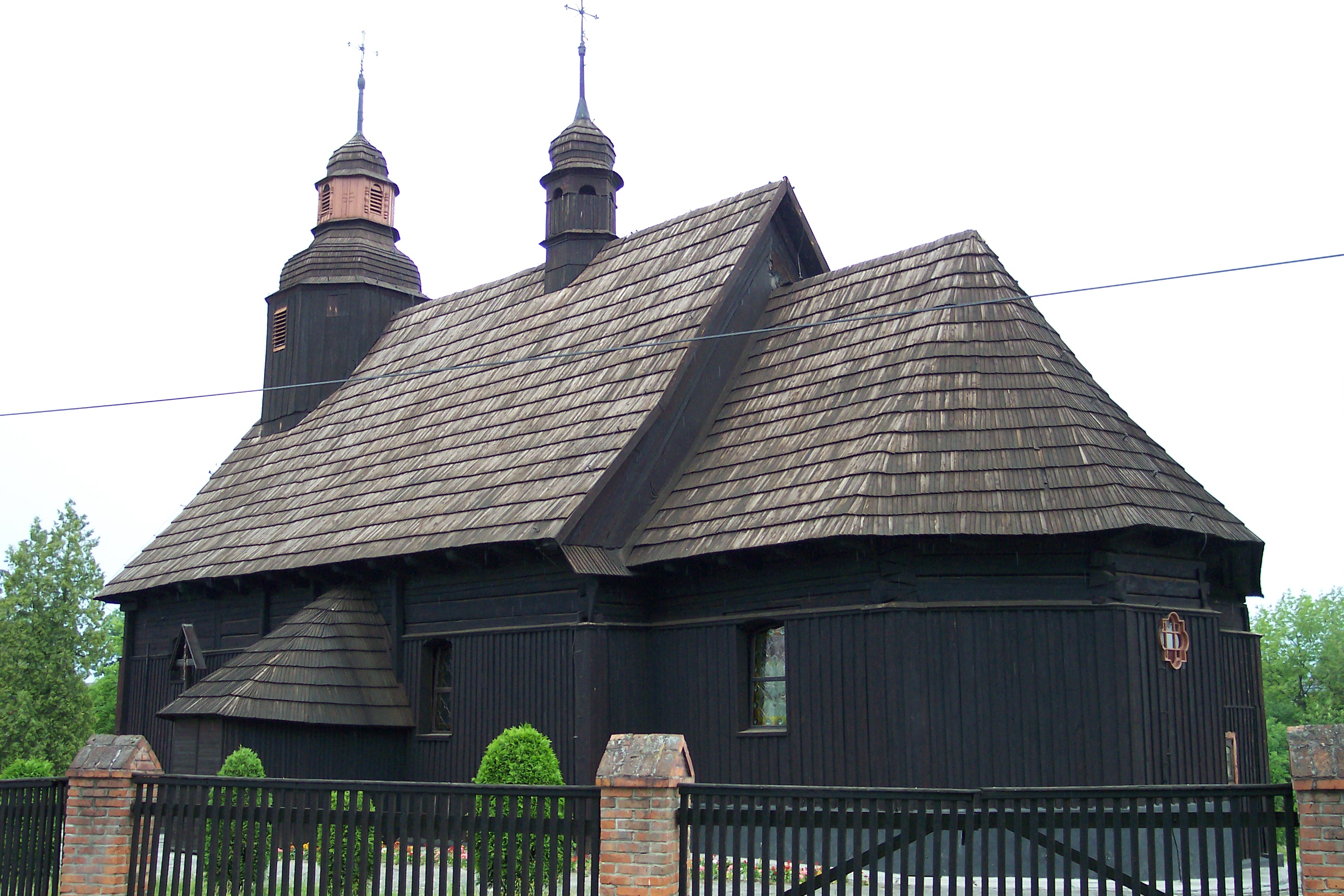
Schrotholzkirche
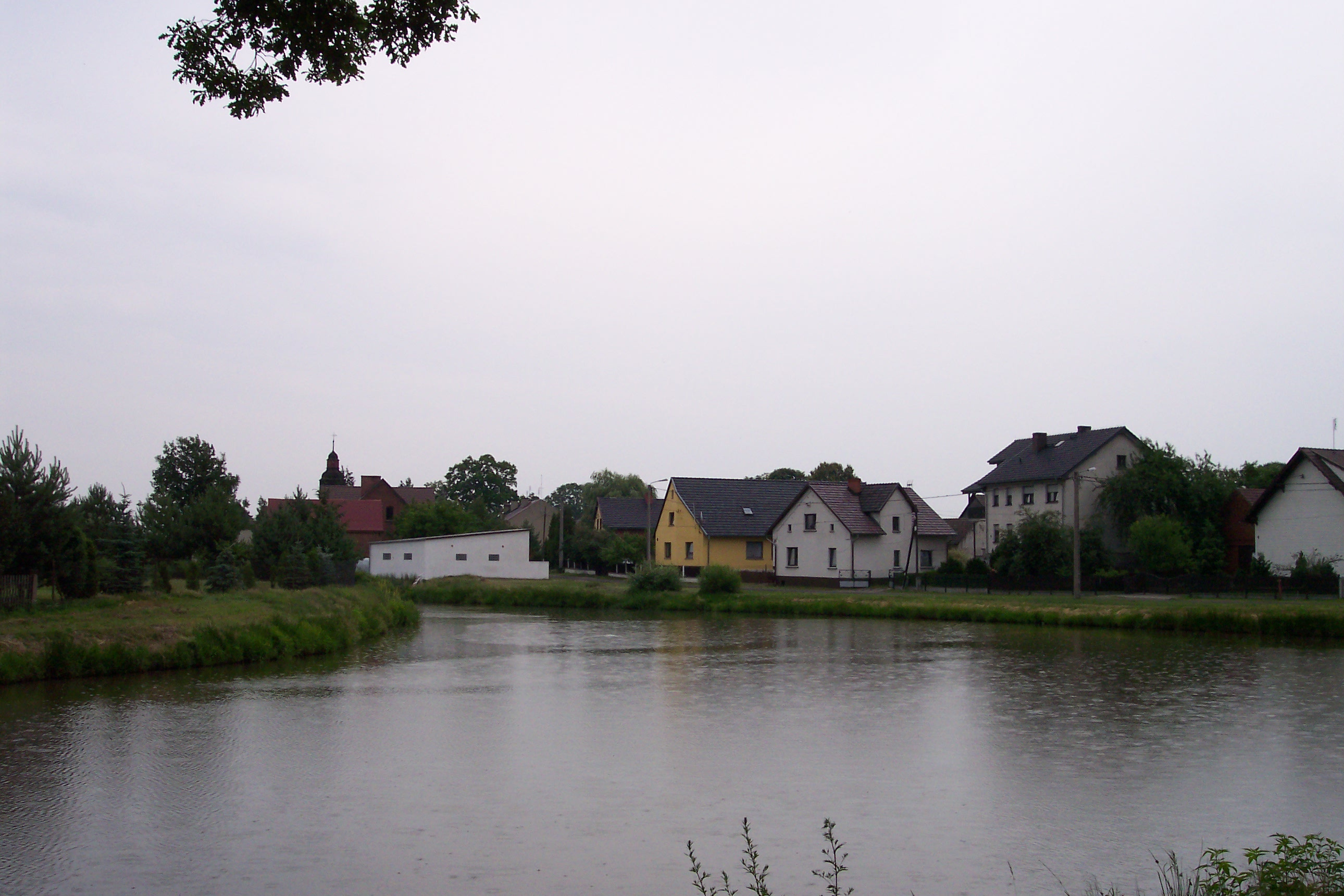
Ortsmitte